# 리히텐슈타인 후녀 헨리에테
리히텐슈타인의 헨리에테 마리아 노르베르타 후녀(Prinzessin Henriette Maria Norberta von und zu Liechtenstein, 1843년 6월 6일 ~ 1931년 12월 24일)는 리히텐슈타인의 후녀로 리히텐슈타인 후자 알프레트의 아내이다.

## 생애
1843년 6월 6일 리히텐슈타인 성에서 리히텐슈타인의 후작 알로이스 2세와 위시니츠와 테타우의 프란치스카 킨스키 여백작의 2남 9녀 중 7녀로 태어났다.
1902년 남편, 자녀들과 함께 오스트리아 시민권을 포기하고 리히텐슈타인 시민권을 취득했다. 이는 차남 알로이스와 오스트리아의 엘리자베트 아밀리에 여대공의 결혼이 귀천상혼이라는 논란을 피하기 위해서 오스트리아-헝가리의 황제 프란츠 요제프 1세가 알로이스와 그의 가족들의 오스트리아 시민권 포기 및 리히텐슈타인 시민권 취득을 결혼 조건으로 삼았기 때문이다.
1903년 4월 20일 차남 알로이스가 오스트리아의 엘리자베트 아말리에 여대공과 결혼했다.
1931년 12월 24일 프라우엔탈 성에서 사망했다.

## 자녀
1865년 4월 26일 작은아버지 프란츠 데 파울라의 장남이자 친사촌인 리히텐슈타인 후자 알프레트와 결혼해서 슬하에 7남 3녀를 두었다.
| 사진 | 이름            | 생일            | 사망                    | 기타                                                                                     |
| ---- | --------------- | --------------- | ----------------------- | ---------------------------------------------------------------------------------------- |
|      | 프란치스카      | 1866년 8월 21일 | 1939년 12월 23일 (73세) | 미혼, 자녀 없음                                                                          |
|      | 프란츠          | 1868년 1월 24일 | 1929년 8월 26일 (61세)  | 미혼, 자녀 없음                                                                          |
|      | 율리아          | 1868년 1월 24일 | 1892년 1월 24일         | 요절                                                                                     |
|      | 알로이스        | 1869년 6월 17일 | 1955년 3월 16일 (85세)  | 오스트리아의 엘리자베트 아말리에 여대공과 결혼, 슬하 6남 2녀, 프란츠 요제프 2세의 아버지 |
|      | 마리아 테레지아 | 1871년 9월 9일  | 1964년 4월 9일 (92세)   | 미혼, 자녀 없음                                                                          |
|      | 요하네스        | 1873년 1월 6일  | 1959년 9월 3일 (86세)   | 칙센트키랄리-크라스나호르카의 마리아 가브리엘라 안드라시 여백작과 결혼, 슬하 4남         |
|      | 알프레트 로만   | 1875년 4월 6일  | 1930년 10월 25일 (55세) | 외팅엔-외팅엔 운트 외팅엔-월러스타인의 테레지아 마리아 공녀와 결혼, 슬하 2남 2녀         |
|      | 하인리히        | 1877년 6월 21일 | 1915년 8월 16일 (38세)  | 미혼, 자녀 없음                                                                          |
|      | 카를 알로이스   | 1878년 9월 16일 | 1955년 6월 20일 (76세)  | 우라흐의 엘리자베트 공녀와 결혼, 슬하 2남 2녀                                            |
|      | 게오르크        | 1880년 2월 22일 | 1931년 4월 14일 (51세)  | 미혼, 자녀 없음                                                                          |